# Patrick St. Esprit
Patrick St. Esprit (California, 18 de mayo de 1954) es un actor estadounidense, reconocido principalmente por sus papeles como Romulus Thread en Los juegos del hambre: en llamas, Elliot Oswald en Sons of Anarchy y Robert Hicks en S.W.A.T.

## Filmografía destacada

### Televisión
| Año          | Título                    | Papel             | Notas          |
| ------------ | ------------------------- | ----------------- | -------------- |
| 1985         | Knight Rider              | Tommy-Lee Burgess | 1 episodio     |
| 1990         | Matlock                   | Rick Allen        | 1 episodio     |
| 1991         | Hunter                    | Jack Coldfax      | 1 episodio     |
| 1993–2001    | Walker, Texas Ranger      | Lester Rawlins    | 5 episodios    |
| 1994         | Dr. Quinn, Medicine Woman | Carl              | 1 episodio     |
| 2002         | Angel                     | Jenoff            | 1 episodio     |
| 2003         | George Lopez              | Agente Saunders   | 1 episodio     |
| 2004         | Monk                      | Lody              | 1 episodio     |
| 2007         | Desperate Housewives      | Detective Berry   | 1 episodio     |
| 2007–2010    | Saving Grace              | Leo Hanadarko     |                |
| 2008         | Criminal Minds            | Merrill Dobson    | 1 episodio     |
| 2008–2014    | Sons of Anarchy           | Elliott Oswald    |                |
| 2010         | Castle                    | Agente Forrest    | 1 episodio     |
| 2010         | The Mentalist             | Frank Lockhardt   | 1 episodio     |
| 2011         | Chicago Code              | Hugh Killian      | 4 episodios    |
| 2011–2017    | NCIS: Los Angeles         | Roger Bates       | 4 episodios    |
| 2013         | Revolution                | Comandante Ramsey | 1 episodio     |
| 2013         | Scandal                   | Peter Foster      | 1 episodio     |
| 2013         | CSI: Las Vegas            | Sheriff Gardner   | 1 episodio     |
| 2014         | Homeland                  | Aaron             | 1 episodio     |
| 2015–2016    | Narcos                    | Lou Wysession     | 8 episodios    |
| 2016         | Killing Reagan            | Alexander Haig    | Telefilme      |
| 2016         | The Last Ship             | Coronel Witt      | 2 episodios    |
| 2017–present | S.W.A.T.                  | Robert Hicks      | Rol recurrente |
| 2018         | Unsolved                  | William Bratton   | 3 episodios    |

### Cine
- 1986: Fire in the Night
- 2001: Not Another Teen Movie
- 2002: We Were Soldiers
- 2003: King of the Ants
- 2006: United 93
- 2006: Smokin' Aces
- 2010: Chain Letter
- 2010: Green Zone
- 2011: Super 8
- 2012: Blue Lagoon: The Awakening
- 2013: Los juegos del hambre: en llamas
- 2013: The Last of Robin Hood
- 2014: Draft Day
- 2015: Truth
- 2016: Independence Day: Resurgence
- 2016: I Am Wrath
- 2016: War Dogs
- 2017: The Fate of the Furious
- 2018: Acts of Violence